# Indo-görög királyság
Az Indo-görög királyság vagy indiai görög királyság hellén királyság volt az Indiai szubkontinens (mai Afganisztán, Pakisztán és Északnyugat-India) északnyugati területének több részén az i.e. utolsó két évszázadban. A birodalom élén összesen több mint harminc uralkodó fordult meg, akik olykor konfliktusba is kerültek egymással.
Akkor jött létre a királyság, amikor a görög-baktriai Demetriosz az i.e. 2. században megszállta a szubkontinenst. Dél-Ázsiában a görögök központja végül Baktria (ma Afganisztán és Üzbegisztán határán) lett. Azonban nem sikerült létrehozniuk egységesített uralmat India északnyugati részén. A leghíresebb indo-görög uralkodó Menandrosz (Milinda) (i.e. 125 – i.e. 95). Fővárosa a Pandzsáb régióban (ma Pakisztán) található Szakala volt és sikeresen megszállta a Gangesz és a Jamuna folyó összefolyásánál lévő területet.
Az indo-görög királyság a különböző dinasztiákra épülő államigazgatásokra vonatkozik, amelyeknek különböző regionális fővárosaik voltak, olyanok mint  Takszila, (a mai Pandzsáb régió Pakisztánban), Puskalavati vagy Szagala (Szangala). Más egyéb központok is létezhettek még ezeken felül, amelyekre említést tesz például Ptolemaiosz Geographia című műve, illetve későbbi királyok egyéb névjegyzékei. Ezekben szerepel például egy Teophilosz nevű satrapa az indo-görög királyság déli részén.
Az indo-görög királyok két évszázados uralma során összekeveredtek a görög és az indiai nyelvek és a szimbólumaik. Erről tanúskodnak a pénzérméik, illetve a vallásos gyakorlataikban a hindu, buddhista és ősi görög szokások. Az ősi városok régészeti feltárásaiból arra következtetnek a tudósok, hogy ezek az uralkodók támogatták a buddhizmust, amelyben felfedezhető az erős indiai és görög hatások keveredése. Az indo-görög kultúra hatása máig megőrizte nyomait a gréko-buddhista művészetben.
Az időszámítás kezdete után ezek a görög államok eltűntek, ahogy az indo-szkíták megszállták a területet. Feltehetően, nyomokban még évszázadokig maradtak görög emberek az azt követő indo-párus és kusán birodalmakban.